# 矢野まき
矢野 まき（やの まき、1977年4月29日 - ）は、日本の女性シンガーソングライター。東京都出身。

## 人物
自身の活動の他、さまざまなアーティストのライヴやレコーディングにも参加していく一方、楽曲提供・歌詞提供を手掛ける。

## 略歴
1999年7月、シングル「初夏の出来事」でデビュー。2000年のシングル「大きな翼」がドラマ主題歌に起用された。2001年、亀田誠治プロデュースでセカンド・アルバム『そばのかす』を発表。この頃、茶と茶菓子と共に鑑賞する女性向けライブ「茶会」を毎月開催していた。2002年に寺岡呼人プロデュースによるシングル「さよなら色はブルー 」を発表。
2004年春にアルバム5作目『はるかー遥歌』発表。ツアー「矢野真紀 LIVE TOUR 2004」を開催。2005年、初めて自身がプロデュースしたアルバム『いい風』を発表。2007年、アルバム7作目『BIRTH』を発表。2009年、デビュー10周年の年の3月21日、『矢野真紀』から『矢野まき』へと変更。8月3日、プロデューサー松岡モトキと結婚。9月26日、当面の活動休止を発表。
2013年5月29日、ホームページを開設。7月には松本英子とツーマンイベント「つむぎの夜」を開催。これを契機にフリーで活動再開。2015年11月、中島みゆきの楽曲を女性アーティストがカバーするライブイベント「中島みゆき RESPECT LIVE 歌縁（うたえにし）」に参加。2016年11月21日、7年振りのアルバム『悲喜こもごも』を発売（タワーレコード限定）。

## ディスコグラフィー

### コンピレーション・アルバム
- DISCOVER THE SONGS 〜J-STANDARD〜 （2003年10月1日）
- DISCOVER THE SONGS 1+1 〜J-STANDARD〜 （2004年2月25日）
  - 小林明子「恋におちて -Fall in love-」をカバーしたライブ音源を収録（音源はどちらも同じ）

### 参加作品
- SING LIKE TALKING
  - 「Borderland」（同名シングル・アルバム『AAA』収録）：コーラス
    - 「SING LIKE TALKING featuring 矢野真紀」名義

- 谷口崇
  - 「去る夏、来る秋」（アルバム『SONG OF LOVE』収録）：コーラス
- 広沢タダシ
  - 「愛をさがす旅」（シングル『スーパースター』収録）：コーラス
  - 「星空の向こう側」（アルバム『FRIENDS UNPLUGGED』収録）：コーラス
  - 「大好きなこと 大切なこと」（コンピレーションアルバム『hearten〜a day/Green』収録）：ボーカル・コーラス
    - 「広沢タダシ with 矢野真紀」名義

- 風味堂
  - 「ケサラ (LIVE AT DUO Music Exchange 06.05.24)」（シングル『メリークリスマス、、、。』収録）：ボーカル・コーラス
    - 「渡和久 × 矢野真紀」名義

- 中島みゆきリスペクトライブ
  - 『「歌縁」(うたえにし)―中島みゆき RESPECT LIVE 2015―』
    - 中島みゆきの楽曲を女性アーティストがカバーするライブイベント「中島みゆき RESPECT LIVE 歌縁（うたえにし）」の模様を収録したライブアルバムで「ホームにて」を歌唱。

### 映像作品
|  | 発売日        | タイトル                                             | 規格 | 規格品番  | 備考 |
|  | ------------- | ---------------------------------------------------- | ---- | --------- | --- |
|  | 2006年4月26日 | Live your life 矢野真紀 at パルコ劇場~2005.10.12-13~ | DVD  | WTBM-1003 | 2005年10月にパルコ劇場で行われたスペシャルライブを収録したデビュー以来初のライブDVD。東芝EMI時代の曲を含むミュージッククリップを収録した特典ディスク付き。 |

## 楽曲提供
- as
  - 「僕はずっと」（同名シングル・アルバム『and song』収録）：作詞提供
- sowelu
  - 「君の気配」（アルバム『24-twenty four-』収録）：作詞・作曲提供
- 新垣結衣
  - 「フリーバード」（アルバム『hug』収録）：作詞・作曲提供
- 宮﨑薫
  - 「君と空」（アルバム『Graduation from me』収録）：作詞・作曲提供